# Komoé

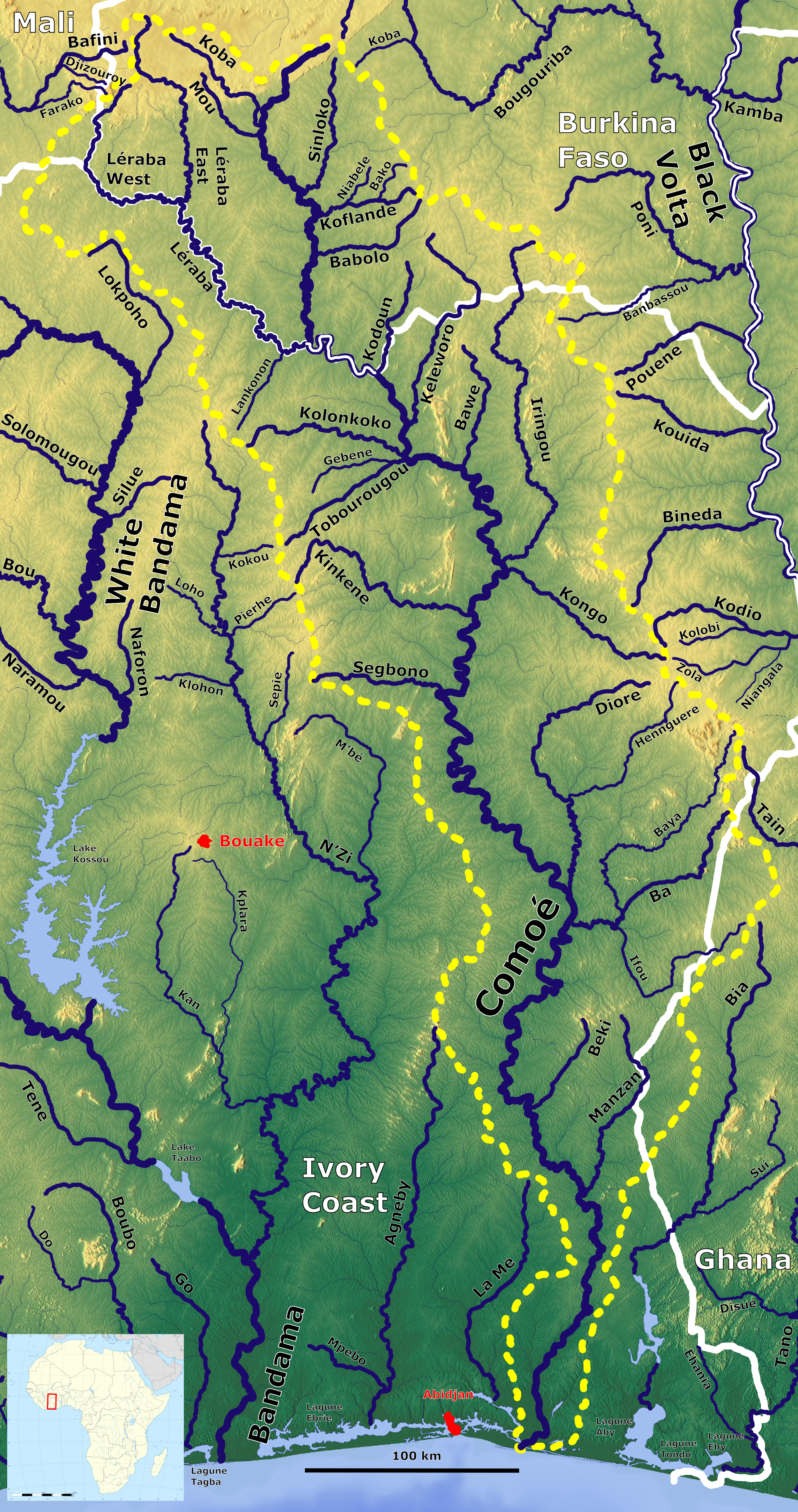
De Komoé en zijn zijrivieren

De Komoé is een rivier in Burkina Faso en Ivoorkust met een lengte van 900 km.
Het debiet bedraagt 430 m³/s. Het stroomgebied heeft een oppervlakte van 74.000 km². Een zijrivier is de Léraba. De Komoé mondt via de Ébriélagune uit in de Golf van Guinee.
De rivier stroomt door het Nationaal park Comoé waaraan het zijn naam heeft gegeven.
- Virtual International Authority File: 241412603